# Солоцінський Володимир Дмитрович
Владімір Дмітрієвіч Солоцінскій (рос. Влади́мир Дми́триевич Солоци́нский) (25 вересня 1948) — російський дипломат. Генеральний консул Російської Федерації у Львові (Україна) (1997–2000).

## Біографія
Народився 25 вересня 1948 року. У 1970 році закінчив Московський державний інститут міжнародних відносин. Володіє англійською і турецькою мовами. Російську академію державної служби при Президенті Росії (2002).
З 1973 року на дипломатичній роботі в Міністерстві іноземних справ СРСР.
У 1995–1997 рр. — Начальник відділу Четвертого, потім Третього департаменту Азії Міністерства іноземних справ Росії.
У 1997–2000 рр. — Генеральний консул Росії в українському місті Львів.
У 2000–2002 рр. — Заступник директора Третього європейського департаменту Міністерства іноземних справ Росії.
У 2002–2006 рр. — Посол з особливих доручень і представник Міністерства іноземних справ Росії в Ростові-на-Дону за сумісництвом.
З 8 червня 2006 — 17 листопада 2010 рр. — Надзвичайний і Повноважний Посол Росії в  Македонії. Вірчі грамоти вручив 29 серпня 2006.
У 2011–2013 рр. — Заступник директора департаменту Міністерства іноземних справ Росії.
З 2013 р. — секретар Ради глав суб'єктів Російської Федерації при Міністерстві іноземних справ Росії.

## Дипломатичний ранг
- Надзвичайний і Повноважний Посланник 2 класу (6 січня 1999)[3].
- Надзвичайний і Повноважний Посланник 1 класу (13 липня 2004)[4].
- Надзвичайний і Повноважний Посол (17 грудня 2008)[5].

## Нагороди та відзнаки
- Медаль ордена «За заслуги перед Вітчизною» II ступеня (21 грудня 2013) —  За великий внесок реалізацію зовнішньополітичного курсу Російської Федерації, заслуги в науково-педагогічної діяльності та багаторічну сумлінну робіту[6].